# Reloj de péndulo de torsión

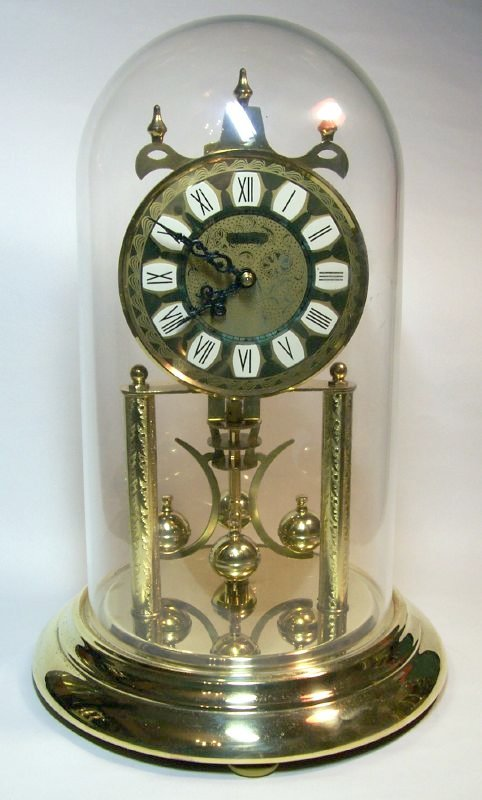
Reloj Aniversario manufacturado por S. Haller & Söhne Co.

Un reloj de péndulo de torsión o más brevemente reloj de torsión (también conocido como reloj de 400 días o reloj aniversario), es un dispositivo mecánico que mantiene la hora mediante un mecanismo llamado péndulo de torsión.
El péndulo consiste en una masa en forma de disco (también conocida como volante), suspendida de un alambre delgado o cinta llamado resorte de torsión (también conocido como "muelle de suspensión"). El péndulo de torsión gira alrededor del eje vertical del alambre, retorciéndolo, en lugar de pivotar sobre un punto fijo como un péndulo ordinario. La fuerza del muelle de torsión invierte la dirección del giro, oscilando hacia la derecha y hacia la izquierda. Una serie de engranajes del reloj están diseñados para aplicar un pulso de par de giro en la parte superior del muelle de torsión en cada ciclo de rotación para mantener la rueda en marcha. El conjunto formado por el péndulo de torsión y el alambre funcionan de manera homóloga al sistema integrado por un volante y un  muelle espiral, diseñados como oscilador armónico para controlar la velocidad de las manecillas de un reloj.

## Descripción
Los relojes de torsión son generalmente máquinas delicadas, de carácter ornamental. Esto se debe a que el péndulo es muy sensible a los movimientos del reloj: para que funcionen correctamente, no deben moverse. El mecanismo del reloj (especialmente cuidado) queda completamente visible, expuesto bajo una vitrina o domo de vidrio, lo que permite observar  los giros del péndulo de torsión. El volante a menudo está profusamente decorado, adornado con tres o cuatro bolas montadas sobre brazos ornamentados. Los primeros relojes de este tipo, fueron construidos por Anton Harder alrededor de 1880.
Estos relojes también se conocen como relojes 400 días o aniversario, debido a que la mayoría pueden funcionar durante un año entero dándoles cuerda una sola vez, aunque esto no significa que vayan a mantener la hora exacta durante todo el año. Habitualmente, lo mejor es darles cuerda una vez al mes. Sin embargo, hay algunos modelos que tienen una autonomía de hasta 1000 días.

## Mecanismo

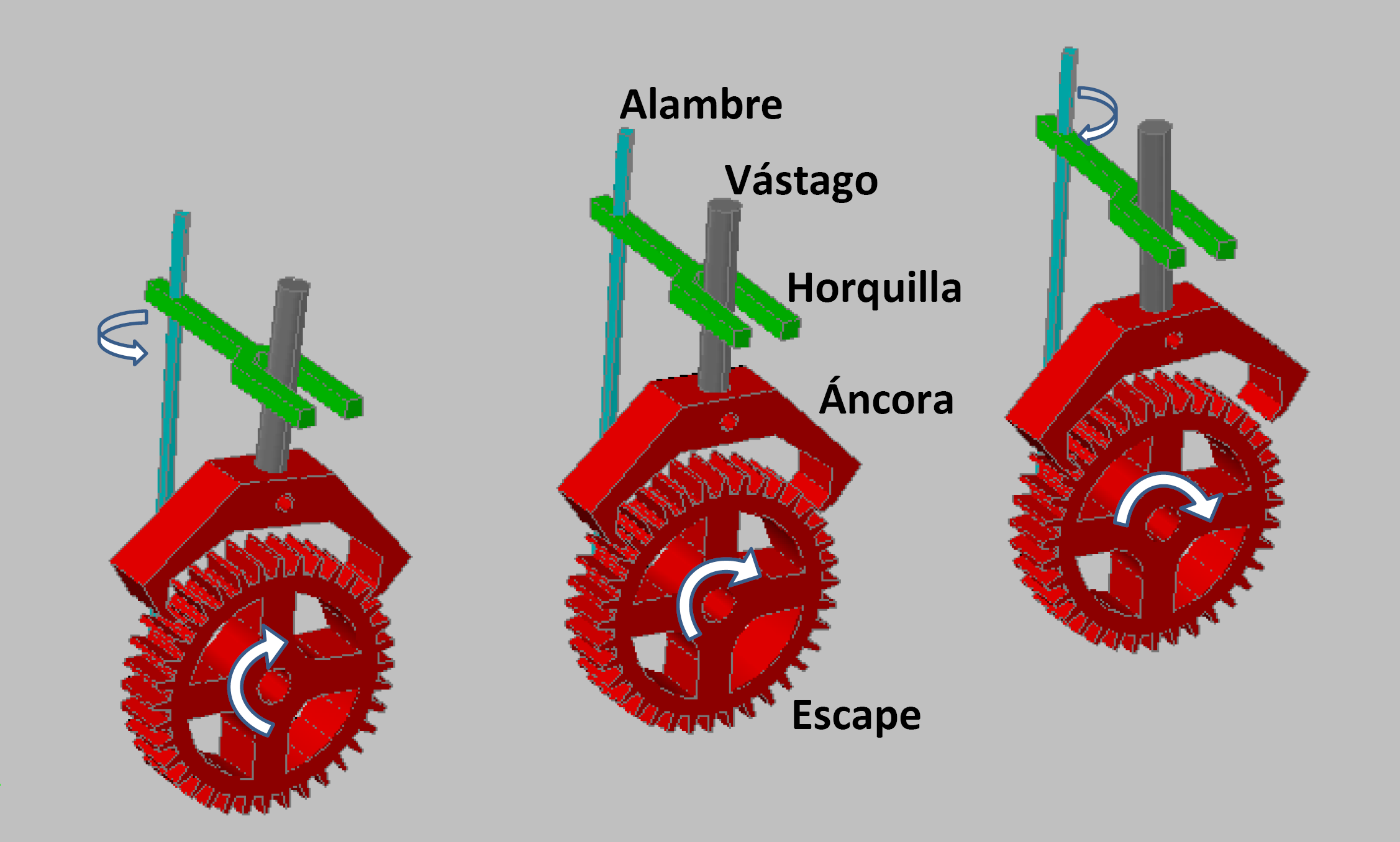
Esquema del funcionamiento del escape de un reloj de péndulo de torsión

Los relojes de torsión son capaces de funcionar mucho más tiempo sin necesidad de darles cuerda que los relojes con péndulo normal, debido a que el péndulo de torsión gira lentamente y necesita muy poca energía. Sin embargo, son difíciles de instalar y por lo general no son tan precisos como los relojes de péndulo ordinario. Una razón es que el período de oscilación del péndulo de torsión se altera con la temperatura, debido a su efecto sobre el valor de la elasticidad del alambre. La velocidad del reloj se puede ajustar (más rápida o más lenta) mediante un tornillo dispuesto en el péndulo de torsión, que permite mover las bolas del volante más cerca o más lejos del eje. Cuanto más cerca del eje estén las bolas, menor será el momento de inercia del péndulo de torsión, y más rápido será el giro (como un patinador sobre hielo girando que estira hacia arriba sus brazos). Esto hace que el reloj se acelere.
Una oscilación del péndulo de torsión por lo general dura 12, 15, o 20 segundos. El mecanismo de escape que acciona el péndulo de torsión, funciona de forma parecida a un escape de áncora. Una biela con forma de horquilla situada en la parte superior del alambre de torsión, se acopla mediante un vástago a una pieza con dos brazos en forma de ancla (áncora); los dos brazos del áncora, a su vez, se acoplan alternativamente a los dientes de la rueda de escape. A medida que el áncora libera un diente de la rueda de escape, el vástago, que está fijado al áncora, se mueve a un lado y, a través de la biela en forma de horquilla, da un pequeño giro a la parte superior del alambre de torsión. Este pequeño impulso es suficiente para mantener la oscilación en marcha.
El reloj Atmos, construido por Jaeger Le Coultre, es un tipo de reloj de torsión que no necesita darle cuerda nunca. El resorte que impulsa la maquinaria del reloj, obtiene la energía necesaria aprovechando pequeños cambios de la temperatura y de la presión atmosférica mediante mecanismos de fuelle. Por lo tanto, no necesita llave de cuerda ni  batería, y puede funcionar durante años sin intervención humana.

## Historia
El péndulo de torsión fue inventado por Robert Leslie en 1793.
El reloj de péndulo de torsión fue inventado y patentado por el estadounidense Aaron Crane en 1841,
fabricando los primeros relojes que sólo necesitaban que se les diese cuerda una vez al año. También acometió la construcción de relojes astronómicos de precisión basados en el péndulo de torsión, pero solo vendió cuatro.
Al parecer, el alemán Anton Harder también inventó y patentó de forma independiente el reloj de torsión en 1879-1880. Tuvo la idea al ver rotar una lámpara de araña después de que un sirviente la había hecho girar para encender las velas. Creó la empresa Jahresuhrenfabrik ('Fábrica de relojes anuales') y diseñó un reloj que funcionaba durante un año sin necesidad de darle cuerda, pero su precisión era mala. Vendió la patente en 1884 a la empresa F.A.L. deGruyter de Ámsterdam, que permitió que la patente expirase en 1887. Otras empresas entraron en el mercado, haciendo competencia a la producción en masa alemana de estos relojes.
Aunque eran un éxito comercial, los relojes de torsión no tenían una precisión satisfactoria. En 1951, Charles Terwilliger de Horolovar Co. inventó un muelle de suspensión que permitía compensar el efecto de la temperatura, lo que permitió mejorar sensiblemente la precisión de este tipo de relojes.